# Eddy Maillet
Eddy Maillet (Victoria, Mahé, 1967. október 19.–) Seychelle-szigeteki nemzetközi labdarúgó-játékvezető, játékvezető-koordinátor.

## Pályafutása

### Nemzeti játékvezetés
A játékvezetői vizsgát megszerezve különböző labdarúgó osztályokban szerezte meg a szükséges tapasztalatokat, 1999-től lehetett a legmagasabb osztály játékvezetője. Az aktív nemzeti játékvezetéstől 2012-ben vonult vissza.

#### Nemzetközi játékvezetés
A Madagaszkári labdarúgó-szövetség Játékvezető Bizottsága (JB) terjesztette fel nemzetközi játékvezetőnek, a Nemzetközi Labdarúgó-szövetség (FIFA) 2001-től tartotta nyilván bírói keretében. Az aktív nemzetközi játékvezetéstől 2012-ben a FIFA 45 éves korhatárát elérve búcsúzott.

#### Világbajnokság
Három U17-es labdarúgó-világbajnokságon foglalkoztatta a FIFA JB. Finnországban a 2003-as U17-es labdarúgó-világbajnokságon, Dél-Koreában a 2007-es U17-es labdarúgó-világbajnokságon, valamint Nigériában a 2009-es U17-es labdarúgó-világbajnokságon.

##### 2003-as U17-es labdarúgó-világbajnokság
| Időpont             | Helyszín                  | Mérkőzés típusa        | Mérkőzés                            | Eredmény | Nézők száma |
| ------------------- | ------------------------- | ---------------------- | ----------------------------------- | -------- | ----------- |
| 2003. augusztus 14. | Lahden Stadion, Lahti     | selejtező (D. csoport) | Dél-Korea–Amerikai Egyesült Államok | 1 – 6    | 3240        |
| 2003. augusztus 17. | Ratina Stadion, Tampere   | selejtező (C. csoport) | Jemen–Kamerun                       | 1 – 1    | 6855        |
| 2003. augusztus 23. | Finnair Stadion, Helsinki | egyik negyeddöntő      | Kolumbia–Costa Rica                 | 2 – 0    | 2340        |

##### 2007-es U17-es labdarúgó-világbajnokság
| Időpont             | Helyszín                            | Mérkőzés típusa        | Mérkőzés            | Eredmény | Nézők száma |
| ------------------- | ----------------------------------- | ---------------------- | ------------------- | -------- | ----------- |
| 2007. augusztus 18. | Jeju Világbajnoki Stadion, Szögvipo | selejtező (B. csoport) | Észak-Korea–Anglia  | 1 – 1    | 12 600      |
| 2007. augusztus 22. | Gwang-Yang Stadion, Gwangyang       | selejtező (D. csoport) | Haiti–Franciaország | 1 – 1    | 4500        |
| 2007. augusztus 24. | Jeju Világbajnoki Stadion, Szögvipo | selejtező (A. csoport) | Peru–Costa Rica     | 1 – 0    | 510         |

##### 2009-es U17-es labdarúgó-világbajnokság
| Időpont           | Helyszín                      | Mérkőzés típusa        | Mérkőzés                            | Eredmény | Nézők száma |
| ----------------- | ----------------------------- | ---------------------- | ----------------------------------- | -------- | ----------- |
| 2009. október 25. | Nnamdi Azikiwe Stadion, Enugu | selejtező (D. csoport) | Costa Rica–Új-Zéland                | 1 – 1    | 16 850      |
| 2009. október 30. | Abuja Stadion, Abuja          | selejtező (B. csoport) | Svájc–Brazília                      | 1 – 0    | 4250        |
| 2009. november 4. | Nnamdi Azikiwe Stadion, Enugu | egyik nyolcaddöntő     | Törökország–Egyesült Arab Emírségek | 2 – 0    | 16 782      |

##### U20-as labdarúgó-világbajnokság
Egyiptom rendezte a 17., a 2009-es U20-as labdarúgó-világbajnokságot, ahol a FIFA JB hivatalnokként foglalkoztatta.
| Időpont              | Helyszín                     | Mérkőzés típusa        | Mérkőzés                          | Asszisztensek                    | Eredmény | Nézők száma |
| -------------------- | ---------------------------- | ---------------------- | --------------------------------- | -------------------------------- | -------- | ----------- |
| 2009. október 1.     | Álszálám Stadion, Kairó      | selejtező (A. csoport) | Trinidad és Tobago–Paraguay       | Besír Haszáni/Evarist Menkouande | 0 : 0    | 7 220       |
| 2009. szeptember 27. | Központi Stadion, Alexandria | selejtező (F. csoport) | Honduras–Magyarország             | Besír Haszáni/Evarist Menkouande | 3 : 0    | 14 000      |
| 2009. október 7.     | Városi Stadion, Szuez        | egyik nyolcaddöntő     | Venezuela–Egyesült Arab Emírségek | Besír Haszáni/Evarist Menkouande | 1 : 2    | 26 000      |

A Dél-Korea és Japán közösen rendezésű XVII., a 2002-es labdarúgó-világbajnokság, Németország által rendezett XVIII., a 2006-os labdarúgó-világbajnokság, valamint a Dél-afrikai Köztársaságban rendezett XIX., a 2010-es labdarúgó-világbajnokság előtti selejtező mérkőzéseket a CAF zónában vezetett.

##### 2002-es labdarúgó-világbajnokság

###### Selejtező mérkőzés
| Időpont          | Helyszín                         | Mérkőzés típusa           | Mérkőzés                       | Eredmény | Nézők száma |
| ---------------- | -------------------------------- | ------------------------- | ------------------------------ | -------- | ----------- |
| 2001. július 14. | , Durban                         | előselejtező (2. forduló) | Dél-afrikai Köztársaság–Malawi | 2 – 0    | 17 500      |
| 2001. július 29. | Mahamasina Stadion, Antananarivo | előselejtező (2. forduló) | Madagaszkár–Kongó              | 1 – 0    |             |

##### 2006-os labdarúgó-világbajnokság

###### Selejtező mérkőzés
| Időpont            | Helyszín                                   | Mérkőzés típusa           | Mérkőzés                               | Eredmény | Nézők száma |
| ------------------ | ------------------------------------------ | ------------------------- | -------------------------------------- | -------- | ----------- |
| 2003. október 11.  | Mahamasina Municipal Stadium, Antananarivo | előselejtező (1. forduló) | Madagaszkár–Benin                      | 1 – 1    | 5131        |
| 2003. november 14. | Cicero Stadion, Aszmara                    | előselejtező (1. forduló) | Eritrea–Szudán                         | 0 – 0    | 32 000      |
| 2004. június 6.    | Nemzeti Stadion, Kampala                   | előselejtező (2. forduló) | Uganda–Kongói Demokratikus Köztársaság | 1 – 0    | 45 000      |
| 2005. március 26.  | Konkola Stadion, Chililabombwe             | előselejtező (2. forduló) | Zambia–Kongói Köztársaság              | 2 – 0    | 20 000      |
| 2005. augusztus 17 | Al-Merrikh Stadion, Omdurmán               | előselejtező (2. forduló) | Szudán–Benin                           | 1 – 0    | 12 000      |
| 2005. október 8.   | Léopold Sédar Senghor Stadion, Dakar       | előselejtező (2. forduló) | Szenegál–Mali                          | 3 – 0    | 38 000      |

##### Dél-afrikai labdarúgó-világbajnokság

###### Selejtező mérkőzés
| Időpont             | Helyszín                        | Mérkőzés típusa                       | Mérkőzés                   | Eredmény | Nézők száma |
| ------------------- | ------------------------------- | ------------------------------------- | -------------------------- | -------- | ----------- |
| 2008. június 1.     | Baba Yara Stadion, Kumasi       | előselejtező (5. csoport; 2. forduló) | Ghána–Líbia                | 3 – 0    | 31 000      |
| 2008. június 14.    | Nemzeti Stadion, Kampala        | előselejtező (3. csoport; 2. forduló) | Uganda–Angola              | 3 – 1    | 20 000      |
| 2008. június 22.    | Machava Stadion, Maputo         | előselejtező (7. csoport; 2. forduló) | Mozambik–Madagaszkár       | 3 – 0    | 20 000      |
| 2008. szeptember 5. | Mustapha Tchaker Stadion, Blida | előselejtező (6. csoport; 2. forduló) | Algéria–Szenegál           | 3 – 2    | 25 000      |
| 2008. október 12.   | Szeptember 28. Stadion, Conakry | előselejtező (2. csoport; 2. forduló) | Guinea–Kenya               | 3 – 2    | 16 400      |
| 2009. március 28.   | Al-Merrikh Stadion, Omdurmán    | előselejtező (D. csoport; 3. forduló) | Szudán–Mali                | 1 – 1    | 35 000      |
| 2009. szeptember 5  | Április 9. Stadion, Ouagadougou | előselejtező (E. csoport; 3. forduló) | Cote d'Ivoire–Burkina Faso | 5 – 0    | 38 209      |
| 2009. november 14.  | Nemzeti Stadion, Nairobi        | előselejtező (B. csoport; 3. forduló) | Kenya–Nigéria              | 2 – 3    | 20 000      |
| 2009. november 18.  | Al-Merrikh Stadion, Omdurmán    | előselejtező (rájátszás; 3. forduló)  | Algéria–Egyiptom           | 1 – 0    | 35 000      |

###### Bajnoki mérkőzés
2008-ban a FIFA JB bejelentette, hogy a dél-afrikai labdarúgó-világbajnokság lehetséges játékvezetők átmeneti listájára jelölte. A FIFA JB 2010. február 5-én kijelölte a (június 11.-július 11.) közötti dél-afrikai világbajnokságon közreműködő 30 játékvezetőt, akik Kassai Viktor és 28 társa között ott lehettek a világtornán. Az érintettek március 2-6. között a Kanári-szigeteken vettek részt szemináriumon, ezt megelőzően február 26-án Zürichben orvosi vizsgálaton kell megjelenniük. Az ellenőrző vizsgálatokon megfelelt az elvárásoknak, így a FIFA JB delegálta az utazó keretbe. A világbajnoki döntőhöz vezető úton Dél-Afrikába a XIX., a 2010-es labdarúgó-világbajnokságra a FIFA JB bíróként alkalmazta. Világbajnokságon vezetett mérkőzéseinek száma: 2.
| Időpont          | Helyszín                         | Mérkőzés típusa        | Mérkőzés           | Eredmény | Nézők száma |
| ---------------- | -------------------------------- | ---------------------- | ------------------ | -------- | ----------- |
| 2010. június 16. | Mbombela Stadion, Mbombela       | selejtező (H. csoport) | Honduras–Chile     | 0 : 1    | 32 664      |
| 2010. június 20. | Free State Stadion, Bloemfontein | selejtező (F. csoport) | Szlovákia–Paraguay | 0 : 3    | 26 643      |

#### Afrika-kupa
Tunézia a 24., a 2004-es afrikai nemzetek kupája, Egyiptom a 25., a 2006-os afrikai nemzetek kupája, Ghánaa 26., a 2008-as afrikai nemzetek kupája, Angola a 27., a 2010-es afrikai nemzetek kupája, Egyenlítői-Guinea és Gabon közösen rendezte a 28., a 2012-es afrikai nemzetek kupája nemzetközi labdarúgó torna végső találkozóit, ahol CAF JB játékvezetőként foglalkoztatta.

##### 2004-es afrikai nemzetek kupája

###### Selejtező mérkőzés
| Időpont          | Helyszín                  | Mérkőzés típusa            | Mérkőzés                                 | Eredmény | Nézők száma |
| ---------------- | ------------------------- | -------------------------- | ---------------------------------------- | -------- | ----------- |
| 2003. június 22. | Városi Stadion, Polokwane | előselejtező (11. csoport) | Dél-afrikai Köztársaság–Elefántcsontpart | 2 – 1    |             |

###### Bajnoki mérkőzés
| Időpont          | Helyszín                       | Mérkőzés típusa        | Mérkőzés         | Eredmény | Nézők száma |
| ---------------- | ------------------------------ | ---------------------- | ---------------- | -------- | ----------- |
| 2004. január 31. | Tajeb el-Miri Stadion, Szfaksz | selejtező (D. csoport) | Marokkó–Benin    | 4 – 0    | 20 000      |
| 2004. február 3. | Olimpiai Stadion, Szúsza       | selejtező (C. csoport) | Algéria–Zimbabwe | 1 – 2    | 10 000      |

##### 2006-os afrikai nemzetek kupája

###### Bajnoki mérkőzés
| Időpont          | Helyszín                             | Mérkőzés típusa        | Mérkőzés                  | Eredmény | Nézők száma |
| ---------------- | ------------------------------------ | ---------------------- | ------------------------- | -------- | ----------- |
| 2006. január 22. | Harras El-Hedoud Stadion, Alexandria | selejtező (C. csoport) | Tunézia–Zambia            | 4 – 1    |             |
| 2006. január 28. | Nemzetközi Stadion, Kairó            | selejtező (A. csoport) | Egyiptom–Elefántcsontpart | 3 – 1    |             |
| 2006. február 4. | Városi Stadion, Port Szaíd           | egyik negyeddöntő      | Nigéria–Tunézia           | 1 – 1    | 10 000      |

##### 2008-as afrikai nemzetek kupája

###### Selejtező mérkőzés
| Időpont          | Helyszín                     | Mérkőzés típusa            | Mérkőzés                       | Eredmény | Nézők száma |
| ---------------- | ---------------------------- | -------------------------- | ------------------------------ | -------- | ----------- |
| 2006. október 8. | Independence Stadion, Lusaka | előselejtező (11. csoport) | Zambia–Dél-afrikai Köztársaság | 0 – 1    |             |

###### Bajnoki mérkőzés
| Időpont          | Helyszín                  | Mérkőzés típusa        | Mérkőzés                  | Eredmény | Nézők száma |
| ---------------- | ------------------------- | ---------------------- | ------------------------- | -------- | ----------- |
| 2008. január 20. | Ohene Djan Stadion, Accra | selejtező (A. csoport) | Ghána–Guinea              | 2 – 1    | 35 000      |
| 2008. január 29. | Ohene Djan Stadion, Accra | selejtező (B. csoport) | Elefántcsontpart–Mali     | 3 – 0    | 20 000      |
| 2008. február 7. | Baba Yara Stadion, Kumasi | egyik elődöntő         | Elefántcsontpart–Egyiptom | 1 – 4    | 40 000      |

##### 2010-es afrikai nemzetek kupája

###### Bajnoki mérkőzés
| Időpont          | Helyszín                             | Mérkőzés típusa        | Mérkőzés                 | Eredmény | Nézők száma |
| ---------------- | ------------------------------------ | ---------------------- | ------------------------ | -------- | ----------- |
| 2010. január 19. | Cidade Universitária Stadion, Luanda | selejtező (B. csoport) | Burkina Faso–Ghana       | 0 – 1    | 38 000      |
| 2010. január 24. | Chimandela Stadion, Cabinda          | egyik negyeddöntő      | Elefántcsontpart–Algéria | 2 – 3    | 10 000      |

##### 2012-es afrikai nemzetek kupája

###### Selejtező mérkőzés
| Időpont             | Helyszín                                | Mérkőzés típusa           | Mérkőzés                                | Eredmény | Nézők száma |
| ------------------- | --------------------------------------- | ------------------------- | --------------------------------------- | -------- | ----------- |
| 2010. szeptember 4. | Félix Houphouët-Boigny Stadion, Abidjan | előselejtező (H. csoport) | Elefántcsontpart–Ruanda                 | 3 – 0    |             |
| 2010. október 9.    | Roumdé Adjia Stadion, Garoua            | előselejtező (E. csoport) | Kamerun–Kongói Demokratikus Köztársaság | 1 – 1    | 22 000      |
| 2011. június 5.     | November 11. Stadion, Luanda            | előselejtező (J. csoport) | Angola–Kenya                            | 1 – 0    |             |
| 2011. szeptember 3. | Kamuzu Stadion, Blantyre                | előselejtező (K. csoport) | Malawi–Tunézia                          | 0 – 0    | 40 000      |

###### Bajnoki mérkőzés
| Időpont          | Helyszín                       | Mérkőzés típusa        | Mérkőzés                           | Eredmény | Nézők száma |
| ---------------- | ------------------------------ | ---------------------- | ---------------------------------- | -------- | ----------- |
| 2012. január 23. | d'Angondjé Stadion, Libreville | selejtező (C. csoport) | Gabon–Niger                        | 2 – 0    | 38 000      |
| 2012. február 4. | Nuevo Stadion, Malabo          | egyik negyeddöntő      | Elefántcsontpart–Egyenlítői-Guinea | 3 – 0    |             |

#### Ázsia-kupa
A 2007-es Ázsia-kupát, történetében első alkalommal négy nemzet rendezte: Indonézia, Malajzia, Thaiföld és Vietnám. Az Ázsiai Labdarúgó-szövetség (AFC) JB játékvezetőként foglalkoztatta.
| Időpont          | Helyszín                              | Mérkőzés típusa        | Mérkőzés        | Eredmény | Nézők száma |
| ---------------- | ------------------------------------- | ---------------------- | --------------- | -------- | ----------- |
| 2007. július 8.  | Rajamangala National Stadion, Bangkok | selejtező (A. csoport) | Ausztrália–Omán | 1 – 1    | 5000        |
| 2007. július 16. | Suphachalasai Stadion, Bangkok        | selejtező (A. csoport) | Omán–Irak       | 0 – 0    | 500         |

#### Konföderációs kupa
Dél-Afrika rendezte a 2009-es konföderációs kupa tornát, ahol a FIFA tartalék játékvezetőnek hívta. Kettő mérkőzésen 4. játékvezetőként szerepelt.

#### Nemzetközi kupamérkőzések
Vezetett Kupa-döntők száma:  2.

##### Afrikai Szövetségi Kupa
| Időpont            | Helyszín                    | Mérkőzés típusa         | Mérkőzés                      | Eredmény | Nézők száma |
| ------------------ | --------------------------- | ----------------------- | ----------------------------- | -------- | ----------- |
| 2008. november 22. | Olimpiai Stadion, Szúsza    | döntő második mérkőzése | Étoile du Sahel–CS Sfaxien    | 2 – 2    | 38 000      |
| 2009. december 5.  | Március 26. Stadion, Bamako | döntő második mérkőzés  | Stade Malien–E. S. Setifienne | 2 – 0    | 38 000      |